# Chambertin-clos-de-bèze
Le chambertin-clos-de-bèze est un vin français d'appellation d'origine contrôlée produit sur le climat du clos de Bèze à Gevrey-Chambertin, en Côte-d'Or. Il est classé parmi les grands crus de la côte de Nuits.

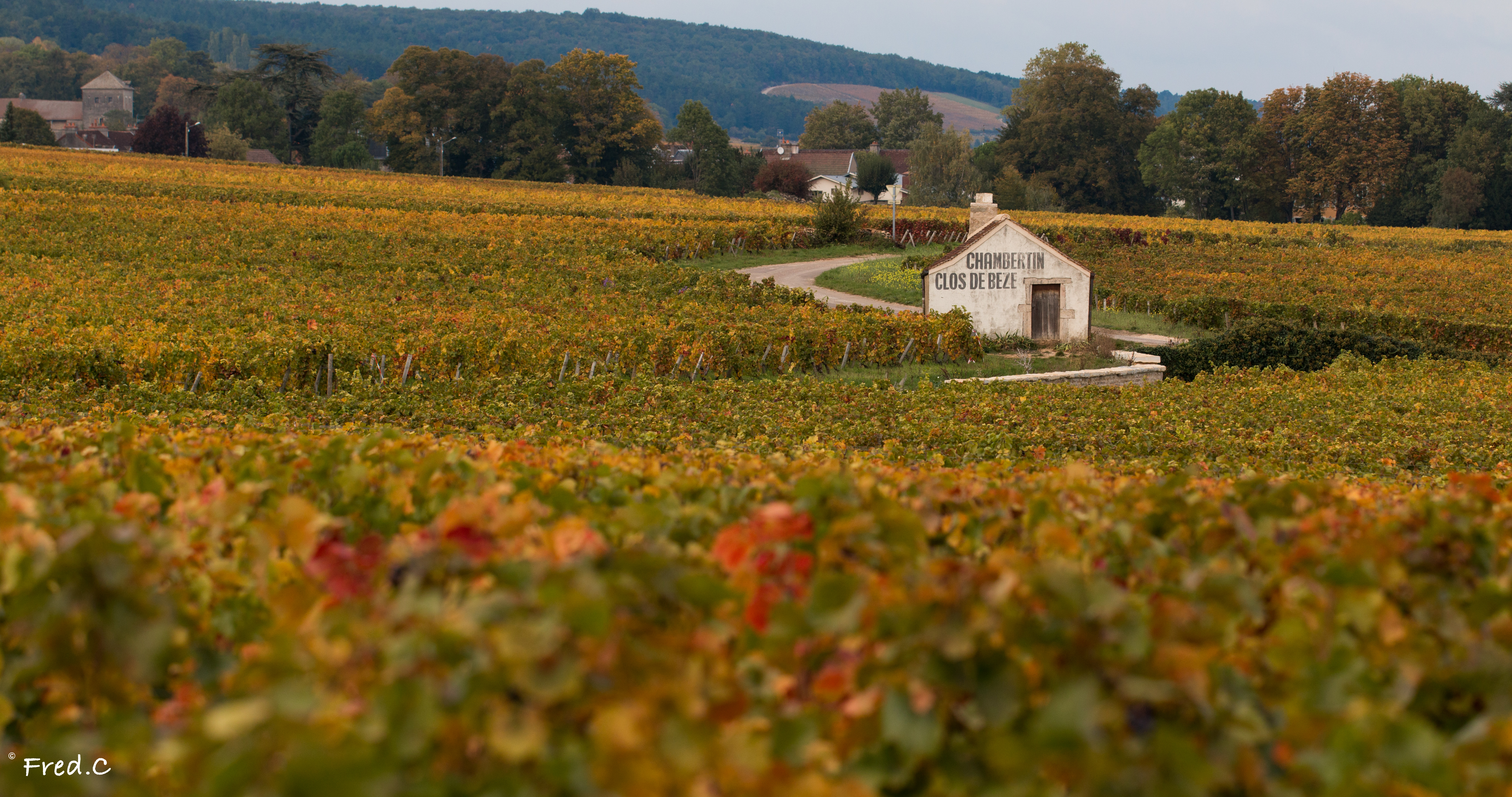
En automne.

## Histoire

### Antiquité
L’édit de l'empereur romain Domitien, en 92, interdisait la plantation de nouvelles vignes hors d’Italie ; il fit arracher partiellement les vignes en Bourgogne afin d’éviter la concurrence. Le vignoble résultant suffisait aux besoins locaux. Mais Probus annula cet édit en 280. En 312, un disciple d'Eumène rédigea la première description du vignoble de la Côte d'Or.

### Moyen Âge

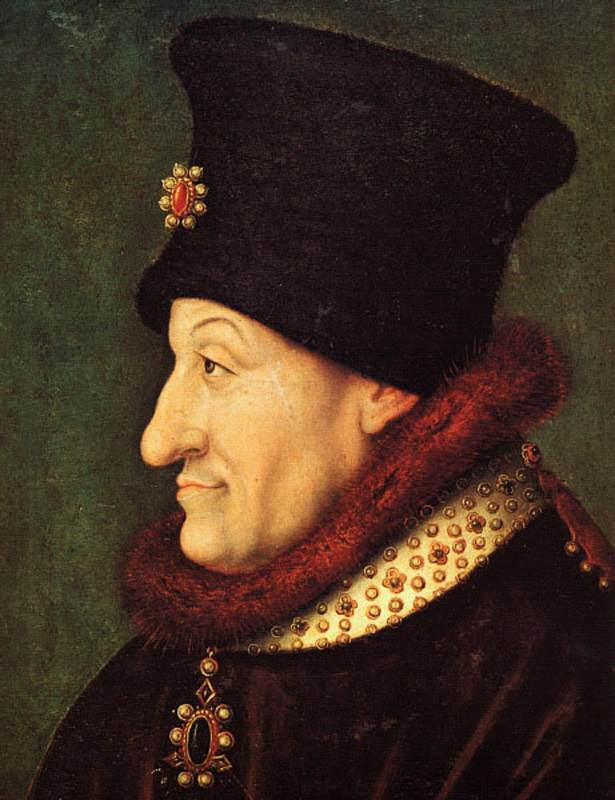
Philippe II le Hardi

Le clos de Bèze est un des plus anciens clos viticole du vignoble Français. En 628 le roi de Bourgogne mérovingien Dagobert Ier demande à trois de ses seigneurs vassaux dont le duc Amalgaire de tuer Burnulfe, l’oncle de son frère pour asseoir son autorité et son pouvoir. Il récompense royalement les trois seigneurs en leur offrant de vastes domaines. Le duc Amalgaire reçoit la terre de Fons Besua (région de Bèze en Bourgogne) et décide d’y faire bâtir l'abbaye de Bèze qu'il dote d'un domaine terrien et viticole considérable dans toute la Côte d'Or avec à sa tête un de ses trois fils, l'abbé Waldalène, pour racheter ses fautes à Dieu. Les moines de l’abbaye de Bèze créent le clos de Bèze au VIIe siècle sur leur important domaine de Gevrey-Chambertin à l'emplacement actuel. Mais en 1219, par besoin d'argent pour leur abbaye, les moines le vendent aux chanoines du chapitre de Langres qui le convoitaient depuis longtemps. 
En 1219 , l’abbaye de Bèze vend : « aux doyen et chapitre de Langres » son clos de Gevrey ainsi que toutes ses dépendances « en maison, récipients et autres ustensiles , et en cens de : vin, d’avoine et de deniers pour six cents livres estevenantes  ». Si la date précise de la transaction n’est pas mentionnée, il est indiqué qu’au moment de la vente, le siège de Langres est vacant. On peut par conséquent, situer cette transaction entre le mois d’avril, qui correspond au transfert de Guillaume de Joinville à Reims, et l’installation d’Hugues de Montréal à Langres au mois d’août.  Cet acte de vente de 1219, conservé aux archives départementales de la Côte-d’Or, ne mentionne aucune superficie ni aucun des confins. Nous ne pourrons sans doute jamais localiser le clos d’origine.
Le Chapitre de Langres va agrandir le bien qu’il vient d’acquérir auprès de l’Abbaye de Bèze. Les documents du chapitre de Langres qui sont encore en notre possession , montrent que le Chapitre de Langres a procédé à diverses transactions au cours des XIIIe et XIVe. Parmi elles, une dizaine, concerne des vignes situées au Clos de Bèze. Le premier document attestant d’une nouvelle acquisition au Clos de Bèze se fait une trentaine d’années après l’achat initial des biens de l’abbaye de Bèze sur Gevrey. Les autres textes datent tous de la première moitié du XIVe siècle.
Le chapitre de Langres agrandit sa possession initiale sans que l’on puisse néanmoins connaître les superficies, originelles et augmentées, des nouvelles acquisitions faites au cours des XIIIe et XIVe siècles. Le clos des religieux de Bèze a donc été patiemment agrandi par le chapitre de Langres jusqu’au moins, la première moitié du XIVe siècle. Les éléments en notre possession ne nous permettent cependant pas de savoir si, à cette époque, le Clos de Bèze comprend les quarante journaux qui seront mentionnés dès le premier quart du XVIIe siècle.
En l'an 1395, Philippe le Hardi décida d’améliorer la qualité des vins et interdit la culture du gamay au profit du pinot noir dans ses terres. Enfin en 1416, Charles VI fixa par un édit les limites de production du vin de Bourgogne. En 1422, d'après les archives, les vendanges  eurent lieu en Côte de Nuits au mois d'août. À la mort de Charles le Téméraire, le vignoble de Bourgogne fut rattaché à la France, sous le règne de Louis XI.

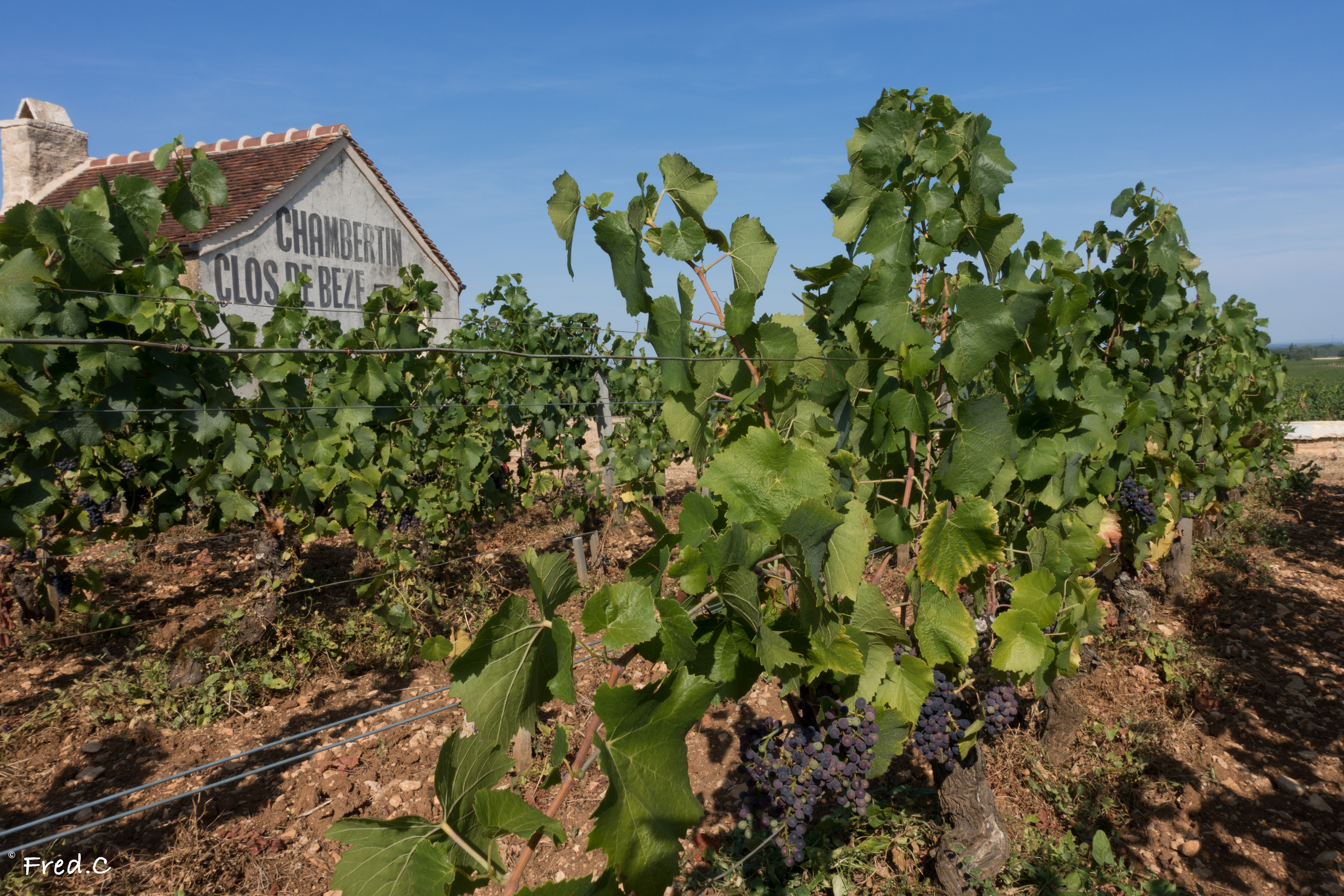
Juste avant les Vendanges

### Période moderne
Le 30 août 1621 le chapitre conclut un premier bail avec Pierre Monniot, bourgeois à Dijon, pour une durée de douze ans. Ce dernier le cède à Claude Jomard le 1er février 1626 pour le reste des huit années restant à courir. C’est à cette occasion que Claude Jomard semble avoir demandé au chapitre de retirer de son bail ou de lui abandonner à long terme une pièce de quarante journaux de vignes et topes dites au Chambertin.
Au début du XVIIIe siècle, le chapitre de Langres semble avoir tenté de récupérer l’exploitation en propre de ses vignes. Mais le 2 juillet 1709, le chapitre accepte la poursuite du bail initial conclu en 1651 avec Claude Jomard à son descendant : Barthelemy Jomard, conseiller et correcteur à la chambre des comptes de Dijon contre le paiement de la somme de 2 400 livres.
Aussi, en 1700, l'intendant Ferrand rédigea-t-il un « Mémoire pour l'instruction du duc de Bourgogne » lui indiquant que dans cette province les vins les meilleurs provenaient des « vignobles [qui] approchent de Nuits et de Beaune ». Les vins du clos de Bèze sont alors déjà considérés comme les meilleurs de toute la Bourgogne[réf. nécessaire].

### Période contemporaine

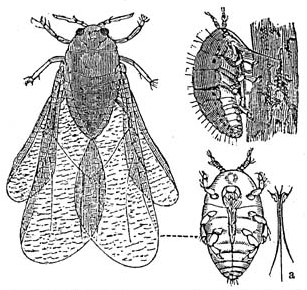
Phylloxéra

#### XIXesiècle
Dans les décennies 1830-1840, la pyrale survint et attaqua les feuilles de la vigne. Elle fut suivie d'une maladie cryptogamique, l'oïdium. Le millésime 1865 a donné des vins aux teneurs naturelles en sucres très élevées et des vendanges assez précoces. À la fin de ce siècle arrivèrent deux nouveaux fléaux de la vigne. Le premier fut le mildiou, autre maladie cryptogamique, le second le phylloxéra. Cet insecte térébrant venu d'Amérique mit très fortement à mal le vignoble. Après de longues recherches, on finit par découvrir que seul le greffage permettrait à la vigne de pousser en présence du phylloxéra. 

#### XXesiècle
Le mildiou provoqua un désastre considérable en 1910. Henri Gouges avait rejoint au niveau national le combat mené par le sénateur Joseph Capus et le baron Pierre Le Roy de Boiseaumarié qui allait aboutir à la création des appellations d'origine contrôlée. Il devint le bras droit du baron à l'INAO. Ainsi cette AOC fut créée en 1937. Apparition de l'enjambeur dans les années 1960-70, qui remplacee le cheval. Les techniques en viticulture et œnologie ont bien évolué depuis 50 ans (vendange en vert, table de triage, cuve en inox, pressoir électrique puis pneumatique...).

#### XXIesiècle
Avec la canicule de 2003, les vendanges débutèrent pour certains domaines cette année-là à la mi-août, soit avec un mois d'avance, des vendanges très précoces qui ne s'étaient pas vues depuis 1422 et 1865 d'après les archives.

## Situation géographique
Le clos de Bèze se situe à la sortie sud de Gevrey-Chambertin sur la route des Grands Crus en direction de Morey-Saint-Denis, Nuits-Saint-Georges et Beaune sur la partie modérément inclinée du coteau à sol calcaire exposé plein est ... Il a pour prestigieux voisins les Mazis-Chambertin au nord et les Chambertins au sud.

### Géologie et orographie
Situé sur le long coteau dont le soubassement est composé de la roche calcaire dure appelée « calcaire de Prémeaux ». Terre brune avec des limons et éboulis graveleux sur le haut et calcaires à teneur argileuse sur le versant. Situé a une altitude de 240 à 250 mètres. Exposé au levant.

### Climatologie
C'est un climat tempéré à légère tendance continentale.
Pour la ville de Dijon (316 m), les valeurs climatiques jusqu'à 1990 :
| Mois                              | jan. | fév. | mars | avril | mai  | juin | jui. | août | sep. | oct. | nov. | déc. | année |
| --------------------------------- | ---- | ---- | ---- | ----- | ---- | ---- | ---- | ---- | ---- | ---- | ---- | ---- | ----- |
| Température minimale moyenne (°C) | −1   | 0,1  | 2,2  | 5     | 8,7  | 12   | 14,1 | 13,7 | 10,9 | 7,2  | 2,5  | −0,2 | 6,3   |
| Température moyenne (°C)          | 1,6  | 3,6  | 6,5  | 9,8   | 13,7 | 17,2 | 19,7 | 19,1 | 16,1 | 11,3 | 5,6  | 2,3  | 10,5  |
| Température maximale moyenne (°C) | 4,2  | 7    | 10,8 | 14,7  | 18,7 | 22,4 | 25,3 | 24,5 | 21,3 | 15,5 | 8,6  | 4,8  | 14,8  |
| Précipitations (mm)               | 49,2 | 52,5 | 52,8 | 52,2  | 86,3 | 62,4 | 51   | 65,4 | 66,6 | 57,6 | 64,2 | 62   | 732,2 |

## Vignoble

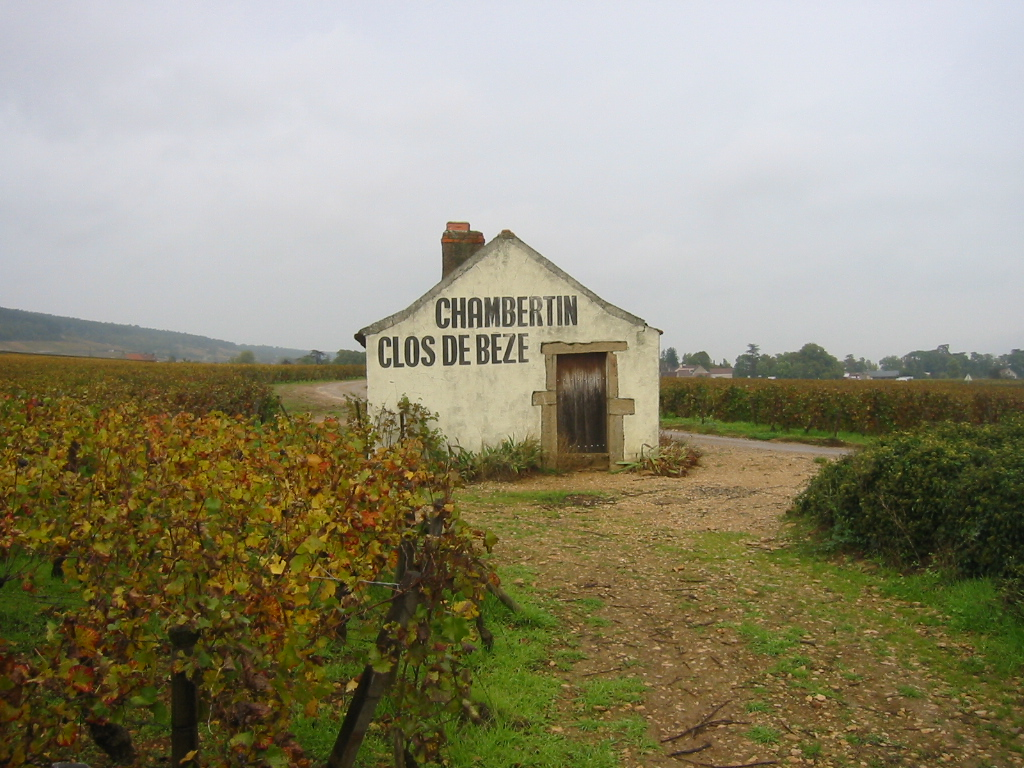

### Présentation
Le chambertin-clos-de-bèze est un des neuf grands crus AOC du vignoble de Gevrey-Chambertin et une des 33 appellations classées grands crus du vignoble de Bourgogne. Situé sur la commune de Gevrey-Chambertin, ce grand cru couvre une superficie de 14,40 hectares. En production cela donne 444 hectolitres soit 55500 bouteilles de vins.

### Encépagement
Le pinot noir compose exclusivement les vins rouges de l'AOC. Il est constitué de petites grappes denses, en forme de cône de pin composées de grains ovoïdes, de couleur bleu sombre. C'est un cépage délicat, qui est sensible aux principales maladies et en particulier au mildiou, au rougeot parasitaire, à la pourriture grise (sur grappes et sur feuilles), et au cicadelles. Ce cépage, qui nécessite des ébourgeonnages soignés, a tendance à produire un nombre important de grapillons. Il profite pleinement du cycle végétatif pour mûrir en première époque. Le potentiel d'accumulation des sucres est élevé pour une acidité juste moyenne et parfois insuffisante à maturité. Les vins sont assez puissants, riches, colorés, de garde. Ils sont moyennement tanniques en général.

### Méthodes culturales

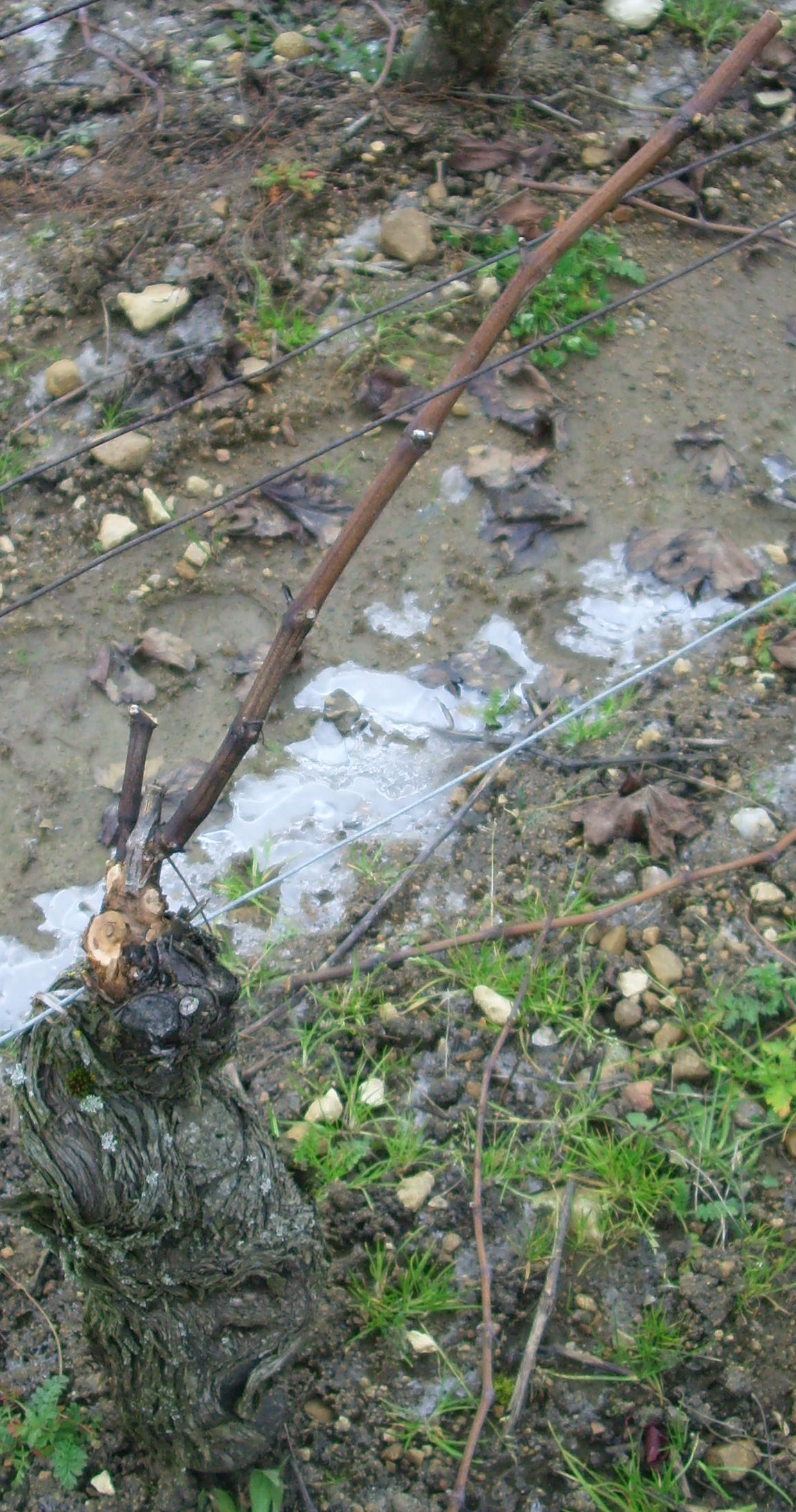
Pied de vigne taillé en Guyot simple

#### Travail manuel
Ce travail commence par la taille, en « guyot simple », avec une baguette de cinq à huit yeux et un courson de un à trois yeux. Le tirage des sarments suit la taille. Les sarments sont enlevés et peuvent être brûlés ou mis au milieu du rang pour être broyés. On passe ensuite aux réparations. Puis vient le pliage des baguettes. Éventuellement, après le pliage des baguettes, une plantation de nouvelles greffes est réalisée. L'ébourgeonnage peut débuter dès que la vigne a commencé à pousser. Cette méthode permet, en partie, de réguler les rendements. Le relevage est pratiqué lorsque la vigne commence à avoir bien poussé. En général, deux à trois relevages sont pratiqués. La vendange en vert est pratiquée de plus en plus dans cette appellation. Cette opération est faite dans le but de réguler les rendements et surtout d'augmenter la qualité des raisins restants. Pour finir avec le travail manuel à la vigne, se réalise l'étape importante des vendanges.

#### Travail mécanique
L'enjambeur est d'une aide précieuse. Les différents travaux se composent du broyage des sarments, réalisé lorsque les sarments sont tirés et mis au milieu du rang. De trou fait à la tarière, là où les pieds de vignes sont manquants, en vue de planter des greffes au printemps. De labourage ou griffage, réalisé dans le but d'aérer les sols et de supprimer des mauvaises herbes. De désherbage fait chimiquement pour tuer les mauvaises herbes. De plusieurs traitements des vignes, réalisés dans le but de les protéger contre certaines maladies cryptogamiques (mildiou, oïdium, pourriture grise, etc.) et certains insectes (eudémis et cochylis). De plusieurs rognages consistant à reciper ou couper les branches de vignes (rameaux) qui dépassent du système de palissage.

### Rendements
Les rendements sont de l'ordre de 37 hectolitres par hectare. 

## Vins

### Titres alcoométriques volumique minimal et maximal
| AOC                           | Rouge   | Rouge   |
| Titre alcoométrique volumique | minimal | maximal |
| Grand cru                     | 11,5 %  | 14,5 %  |

### Vinification et élevage
Voici les méthodes générales de vinification de cette appellation. Il existe cependant des petites différences de méthode entre les différents viticulteurs et négociants.

#### Vinification en rouge
La récolte des raisins se fait à maturité et de façon manuelle. La vendange manuelle est le plus souvent triée, soit à la vigne soit à la cave avec une table de tri, ce qui permet d'enlever les grappes pourries ou insuffisamment mûres. La vendange manuelle est généralement éraflée puis mise en cuve. Une macération pré-fermentaire à froid est quelquefois pratiquée. La fermentation alcoolique peut démarrer, le plus souvent après un levurage. Commence alors le travail d'extraction des polyphénols (tanins, anthocyanes) et autres éléments qualitatifs du raisin (polysaccharides etc.). L'extraction se faisait par pigeage, opération qui consiste à enfoncer le chapeau de marc dans le jus en fermentation à l'aide d'un outil en bois ou aujourd'hui d'un robot pigeur hydraulique. Plus couramment, l'extraction est conduite par des remontages, opération qui consiste à pomper le jus depuis le bas de la cuve pour arroser le chapeau de marc et ainsi lessiver les composants qualitatifs du raisin. Les températures de fermentation alcoolique peuvent être plus ou moins élevées suivant les pratiques de chaque vinificateur avec une moyenne générale de 28 à 35 degrés au maximum de la fermentation. La chaptalisation est réalisée si le degré naturel est insuffisant : cette pratique est réglementée. À l'issue de la fermentation alcoolique suit l'opération de décuvage qui donne le vin de goutte et le vin de presse. La fermentation malolactique se déroule après mais est dépendante de la température. Le vin est soutiré et mis en fût ou cuve pour son élevage. L'élevage se poursuit pendant plusieurs mois (12 à 24 mois) puis le vin est collé, filtré et mis en bouteilles.

### Terroir et vins
Les chambertin-clos-de-bèze sont des vins très colorés, puissants, aux arômes et saveurs intenses évoquant entre autres le cassis, cerise, musc, réglisse... 
Alors que le chambertin se distingue par sa robustesse, le clos-de-bèze se montre plus délicat, plus complexe, plus particulier. Il associe à la fois finesse et puissance, fermeté et grâce, générosité et légèreté ...

### Gastronomie, garde et température de service
La puissance des vins rouges de Gevrey-Chambertin s'associe avec une cuisine corsée et élaborée:
- Gibiers, viande rouge grillée, gigot de mouton, bœuf bourguignon, civet de lapin, coq au vin, coq au chambertin, fromages puissants, époisses, etc . (cuisine bourguignonne)

Le chambertin-clos-de-bèze est un vin de longue garde (15 ans et plus pour les exceptions et selon le millésime). 
- Vin jeune : entre 13 et 14°,
- Vin plus âgé : entre 17 et 18°.

## Économie

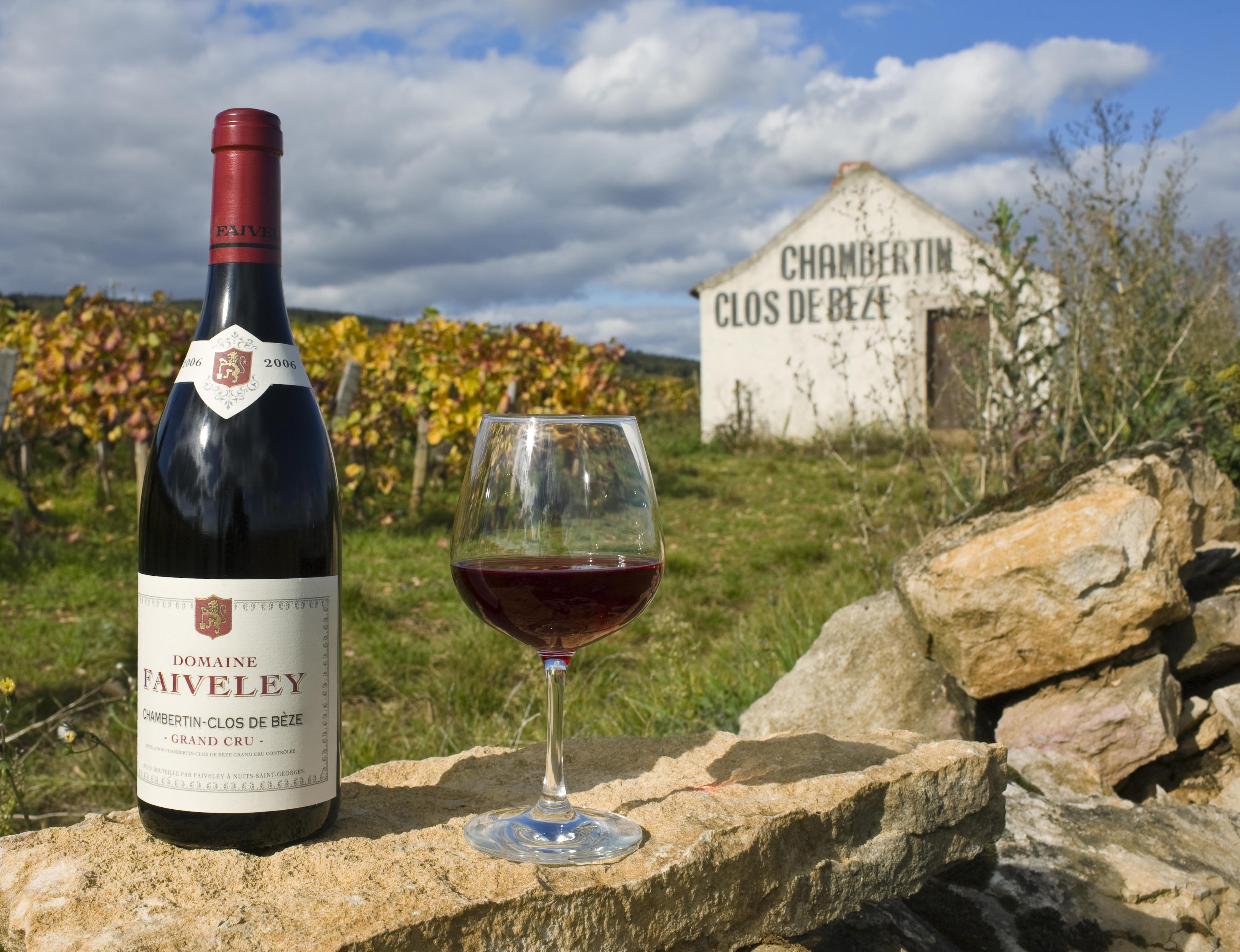
Chambertin Clos de Bèze

### Producteurs de l'appellation
Domaine Armand Rousseau, Maison Louis Jadot, Domaine Pierre Gelin, Domaine Vincent Girardin,  Domaine Frédéric Magnien, Domaine Drouhin-Laroze, Domaine Prieuré Roch, Maison Faiveley, Domaine Pierre Damoy, Domaine Robert Groffier, Domaine Henri Rebourseau ...